# ورزشگاه آدریاتیکو
 ورزشگاه آدریاتیکو  (به ایتالیایی: Stadio Adriatico) ورزشگاهی در شهر پسکارا در کشور ایتالیا است.
بازی‌های خانگی باشگاه فوتبال دلفینو پسکارا در این ورزشگاه برگزار می‌شود.